# سات‌ارک
سات‌اِرک (به انگلیسی: Southwark) (‎/ˈsʌðərk/‎ SUDH-ərk) یک ناحیه در لندن مرکزی است که در منطقه سات‌ارک لندن واقع شده‌است.